# The Purple Heart
The Purple Heart is een Amerikaanse zwart-witfilm uit 1944, dus in de tijd dat Amerika in oorlog was met Japan. Het is een raamvertelling: tegen de achtergrond van de berechting door een Japanse rechtbank van de bemanning van een Amerikaanse B-25 bommenwerper worden de afzonderlijke bemanningsleden onder de aandacht gebracht. Deze bemanningsleden blijken allemaal ware Amerikanen te zijn, die manmoedig de martelingen ondergaan.
De film is geïnspireerd op de zogeheten "Doolittle raid" in 1942 waarbij met B-25 bommenwerpers Japan gebombardeerd werd (met name Tokyo). Hierbij startten de toestellen vanaf een vliegkampschip, waarna zij doorvlogen naar China om daar te landen. Een aantal bemanningsleden werd door de Japanners gevangengenomen.

## Rolverdeling
| Acteur          | Personage            |
| --------------- | -------------------- |
| Dana Andrews    | Capt. Harvey Ross    |
| Richard Conte   | Lt. Angelo Canelli   |
| Farley Granger  | Sgt. Howard Clinton  |
| Kevin O'Shea    | Sgt. Jan Skvoznik    |
| Don 'Red' Barry | Lt. Peter Vincent    |
| Trudy Marshall  | Mrs. Ross            |
| Sam Levene      | Lt. Wayne Greenbaum  |
| Charles Russell | Lt. Kenneth Bayforth |
| John Craven     | Sgt. Martin Stoner   |
| Tala Birell     | Johanna Hartwig      |
| Richard Loo     | Gen Mitsubi          |
| Peter Chong     | Mitsuru Toyama       |
| Gregory Gaye    | Peter Voroshevski    |
| Torben Meyer    | Karl Kappel          |
| Kurt Katch      | Ludwig Kruger        |